# Gustaaf Van Overloop
Gustaaf Van Overloop, né le 14 octobre 1918 à Saint-Nicolas et mort le 29 avril 2005 dans la même ville, est un coureur cycliste belge. Professionnel de 1940 à 1949, il a pris la deuxième place du Tour des Flandres, de la Flèche wallonne et du championnat de Belgique sur route en 1941.

## Palmarès
- 1939
  -  Champion de Belgique sur route junior
- 1940
  - 3e du championnat de Belgique sur route
- 1941
  - 2e du Tour des Flandres
  - 2e de la Flèche wallonne
  - 2e du championnat de Belgique sur route
  - 2e du Circuit de Belgique
- 1942
  - Coupe Sels
  - Tour du Limbourg
  - 2e du Circuit des Trois villes sœurs
- 1943
  - 1re étape secteur b et 3e étape secteur a du Circuit de Belgique
  - Grote Prijs Dr. Eugeen Roggeman
- 1944
  - 2e du Grand Prix du 1er mai
  - 3e de la Nokere Koerse
  - 3e de Anvers-Gand-Anvers
- 1946
  - 2e du Grand Prix Beeckman-De Caluwé
  - 3e du Grand Prix de l'Escaut
  - 3e du Championnat des Flandres
  - 3e du Circuit des Trois villes sœurs
- 1947
  - 2e de l'Escaut-Dendre-Lys
  - 2e du Tour des onze villes
  - 2e du Circuit des régions flamandes
  - 3e de la Flèche wallonne
  - 3e du Grote Prijs Dr. Eugeen Roggeman